# Waleska
Waleska es una ciudad ubicada en el condado de Cherokee en el estado estadounidense de Georgia. En el año 2000 tenía una población de 616 habitantes.

## Geografía
Waleska se encuentra ubicada en las coordenadas 34°19′5″N 84°33′11″O / 34.31806, -84.55306 (34.317968, -84.552951).
Según la Oficina del Censo, la localidad tiene un área total de 3,8 km² (1,5 mi²), de la cual 3,8 km² (1,5 mi²) es tierra y 0 km² (0 mi²) (0.00%) es agua.

## Demografía
Según la Oficina del Censo en 2000 los ingresos medios por hogar en la localidad eran de $46,071, y los ingresos medios por familia eran $51,250. Los hombres tenían unos ingresos medios de $36,500 frente a los $33,750 para las mujeres. La renta per cápita para la localidad era de $11,126. 